# 紫坪铺水利枢纽
紫坪铺水利枢纽位于中国四川省都江堰市麻溪乡，岷江上游干流处。工程以灌溉、城市供水为主，兼顾防洪、发电、环保用水、旅游等综合效益的水利工程。

## 建设介绍

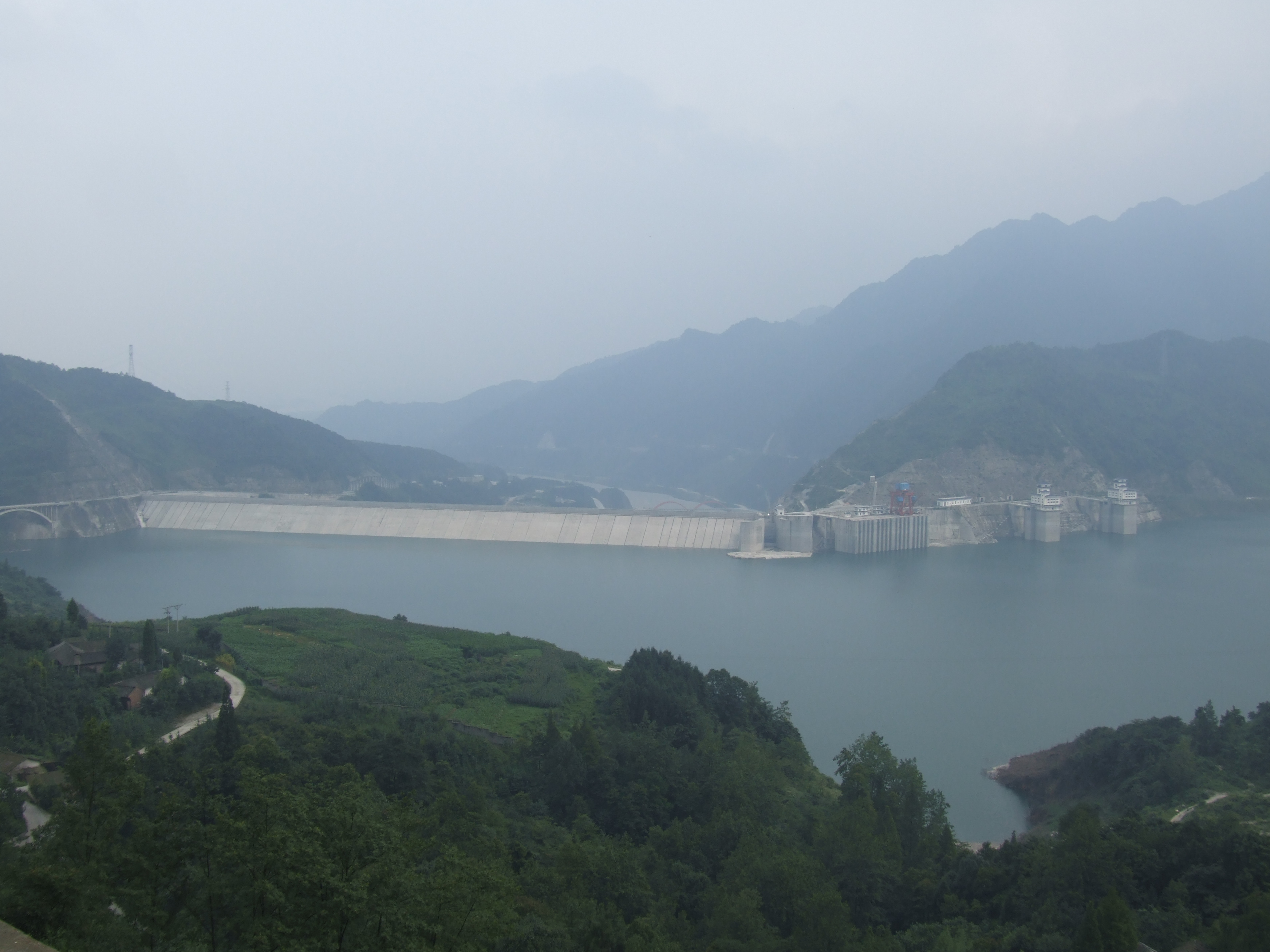
从上游观看紫坪铺水利枢纽全景

紫坪铺水利枢纽为西部大开发十大工程之一，被列入四川省一号工程。工程于1950年代开始筹建，因其坝基在紫坪铺镇（前称白沙）紫坪村而得名。于2001年3月29日动工，2002年11月截流，2004年12月1日蓄水，2005年5月第一台机组发电，2006年12月竣工，由四川省紫坪铺开发有限责任公司负责建设和运营。

## 汶川大地震

### 紫坪铺水库與汶川大地震有關
科學家認為紫坪铺水库蓄水的重量與2008年5月12日汶川大地震有關
。地震由水庫觸發已有前例，雖然水库蓄水的重量本身不會造成地震，但是在有地震條件的地方會使地震提早發生，1967年印度科沃伊那那嘎（Koynanagar）地震即為科沃伊那（Koyna）水庫蓄水的重量而使地震提早發生。

### 地震影响及恢复
2008年5月12日的汶川大地震导致大坝受损，发电机组全部停机。5月14日中午，一度传出紫坪铺水库非常危险，中华人民共和国水利部紧急启动“保坝方案”，当地有关部门已调派两千名官兵火速前往，打通水库排洪通道，降低蓄水水位，确保都江堰安全，缓解水库溃决的危险。紫坪铺水库附近山体滑坡相当严重，已出现大量土石流，这些土石流对紫坪铺水库也造成一定程度的破坏。当地驻守的数千官兵，负责随时监测和抢救险情。 2008年5月26日，紫坪铺受损泄洪洞闸已修复。2008年8月21日紫坪铺水库完成永久修复。

## 工程数据
- 坝顶高程：884米
- 趾板基础高程：728米
- 最大坝高：156米
- 坝顶长度：663.77米
- 坝顶宽：12米
- 正常蓄水位：877米
- 相应库容：9.98亿立方米
- 汛期限制水位：850米
- 总库容：11.12亿立方米
- 调节库容：7.74亿立方米
- 调洪库容：5.38亿立方米
- 防洪库容：1.66亿立方米
- 库区面积：18.16平方公里
- 电站尾水长：26.5千米
- 校核洪水位：883.1米
- 1000年一遇洪峰流量:12700立方米／秒
- 装机容量：4台19万千瓦机组，总装机76万千瓦
- 多年平均发电量：34.17亿度
- 坝址以上流域面积：22662平方公里
- 坝址以上多年平均流量：469立方／秒
- 坝址以上年径流量总量：148亿立方米
- 动态投资:72亿元人民币
- 静态投资:62亿元人民币